# Блозаск
Блозаск (фр. Blausasc) — коммуна на юго-востоке Франции в регионе Прованс — Альпы — Лазурный берег, департамент Приморские Альпы, округ Ницца, кантон Конт. До марта 2015 года коммуна административно входила в состав упразднённого кантона Л’Эскарен (округ Ницца).
Площадь коммуны — 10,21 км², население — 1374 человека (2006) с тенденцией к росту: 1468 человек (2012), плотность населения — 143,8 чел/км².

## Население
Население коммуны в 2011 году составляло — 1470 человек, а в 2012 году — 1468 человек.
| 1962 | 1968 | 1975 | 1982 | 1990 | 1999 | 2006 | 2008 | 2011 | 2012 |
| ---- | ---- | ---- | ---- | ---- | ---- | ---- | ---- | ---- | ---- |
| 474  | 509  | 510  | 725  | 1057 | 1254 | 1374 | 1408 | 1470 | 1468 |

Динамика численности населения:

## Экономика
В 2010 году из 981 человек трудоспособного возраста (от 15 до 64 лет) 730 были экономически активными, 251 — неактивными (показатель активности 74,4 %, в 1999 году — 70,6 %). Из 730 активных трудоспособных жителей работали 683 человека (354 мужчины и 329 женщин), 47 числились безработными (22 мужчины и 25 женщин). Среди 251 трудоспособных неактивных граждан 96 были учениками либо студентами, 90 — пенсионерами, а ещё 65 — были неактивны в силу других причин.
На протяжении 2010 года в коммуне числилось 527 облагаемых налогом домохозяйств, в которых проживало 1339,5 человек. При этом медиана доходов составила 21 тысяча 648 евро на одного налогоплательщика.

## Достопримечательности (фотогалерея)

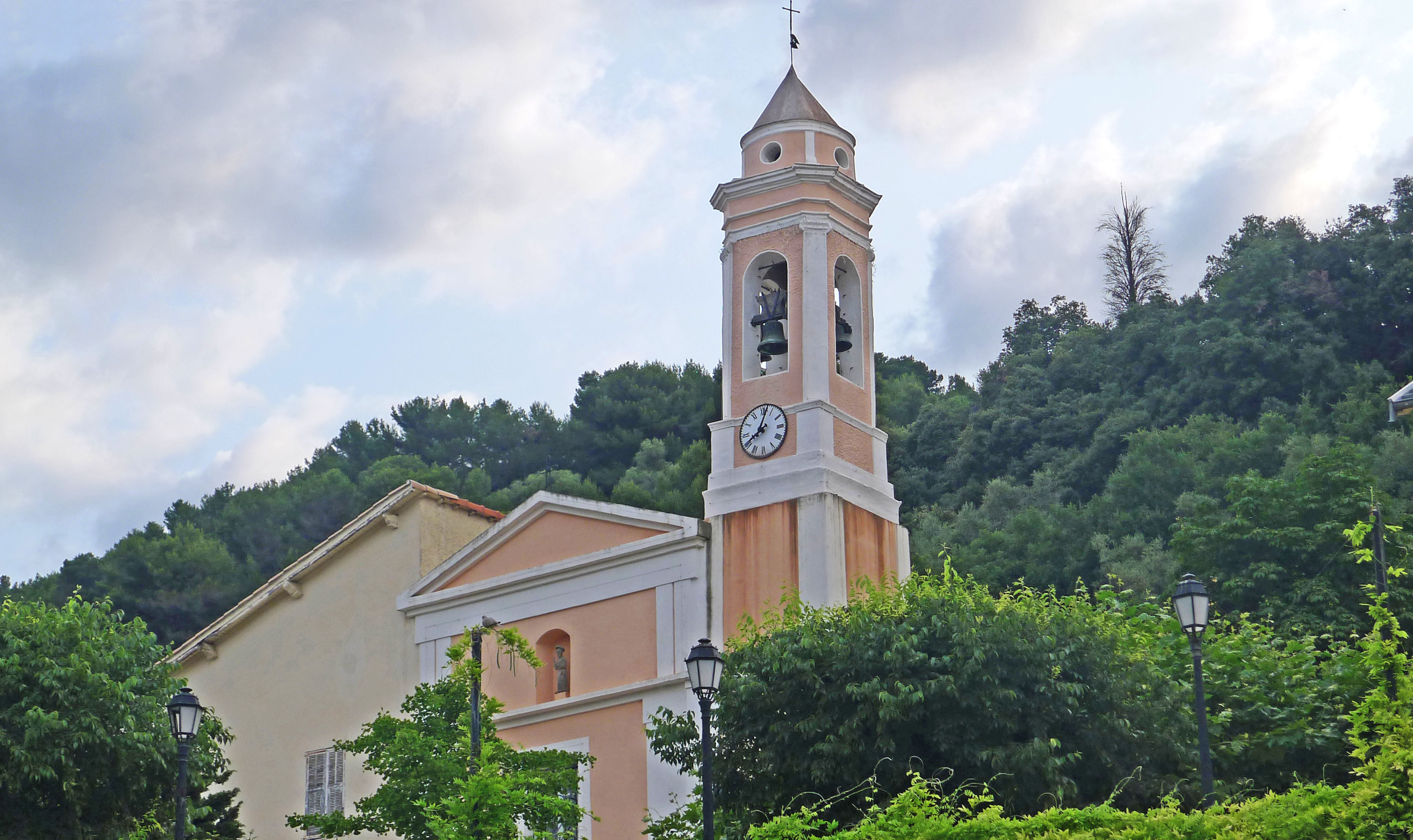
Церковь
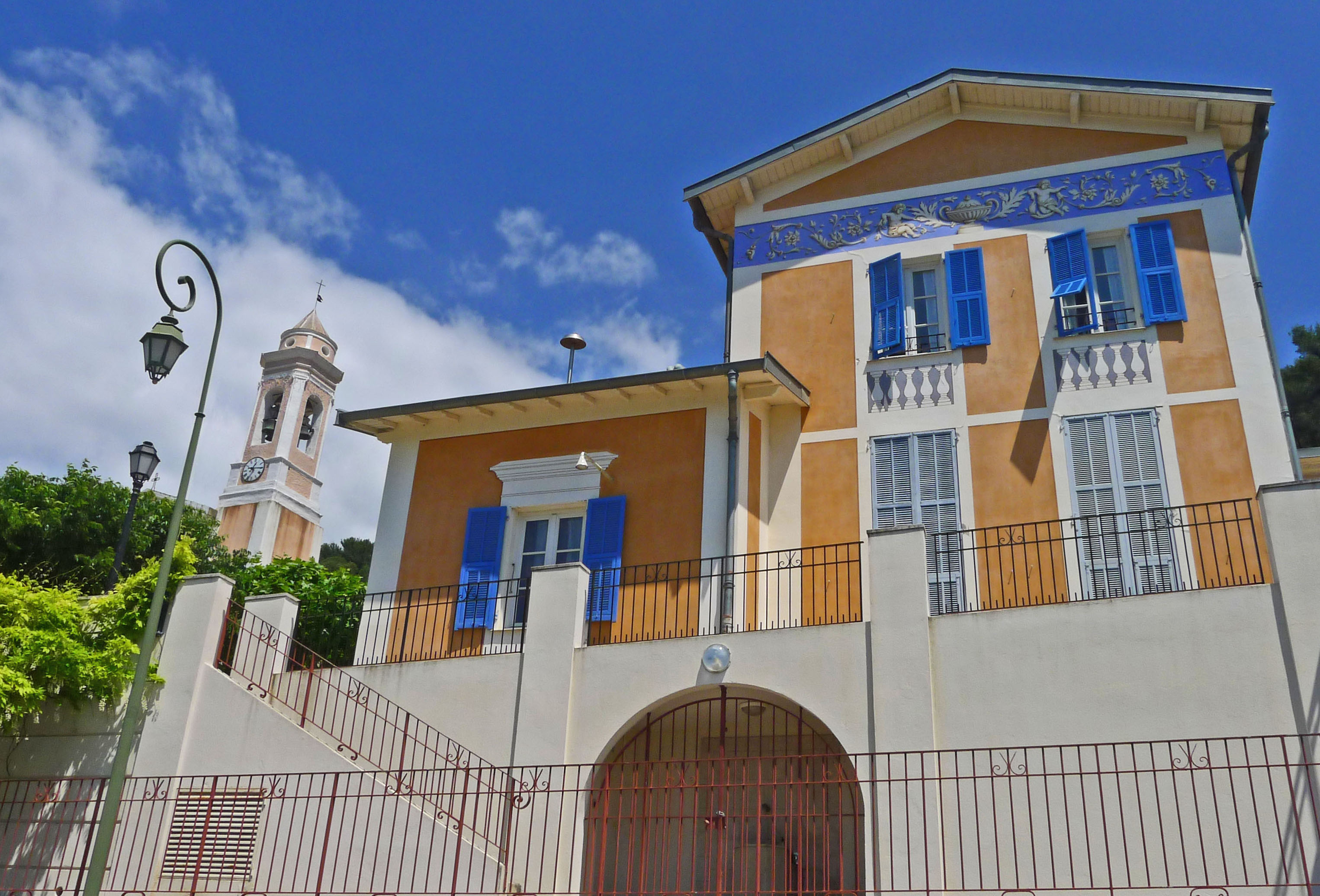
Belle maison
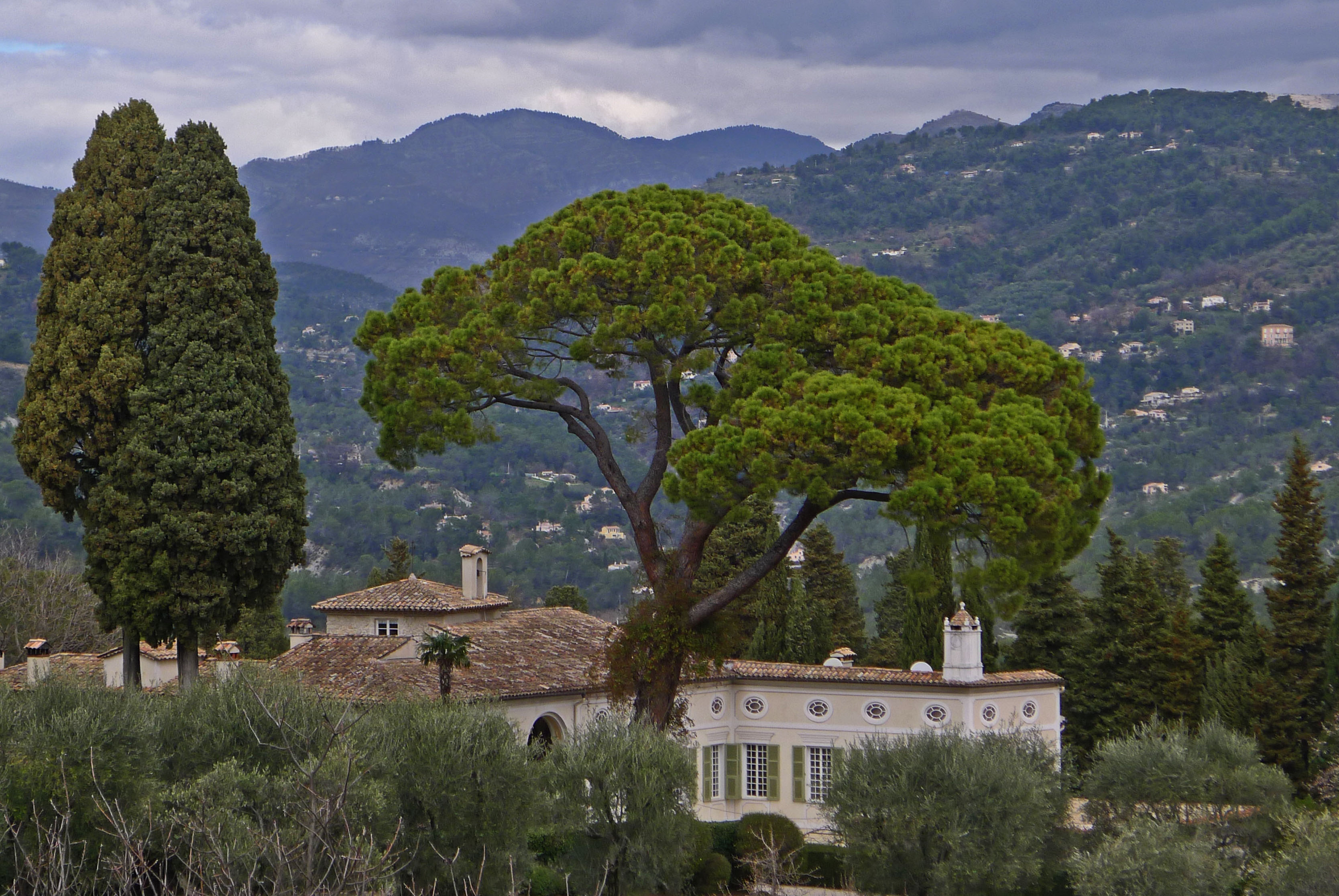
Шато